# قطعنامه ۴۰۹ شورای امنیت
قطعنامه ۴۰۹ شورای امنیت سازمان ملل متحد که در تاریخ ۲۷ مه ۱۹۷۷ تصویب شد، سندی بین‌المللی دربارهٔ رودزیای جنوبی است. این قطعنامه طی نشست ۲٬۰۱۱ام تصویب شد.